# المهندي
المهاندة حلف تأسس في الخور من أسر عربية نازحة من غرب وشمال قطر ، تتواجد في المقام الأول في الدول العربية في الخليج العربي، وخاصة في قطر، ومن المعروف أيضا أنهم يطلق عليهم اسم المهاندة.
```
تتضمن كل من:
```

آل ابراهيم : وهم من بني هاجر وسكنهم في الخور
آل بن علي : وهم من بني تميم وسكنهم في الخور وبعض المناطق في الدوحه
القشاقشه : من السهول وسكنهم في الخور
الحسن : من بني هاجر وسكنهم في الذخيره
البداح : البدادحه من بني هاجر
البن ضمن : من السهول وبعض ينسبهم لخوالهم الدواسر
آل بن محري : المحري وسكنهم الخور البعض ينسبهم لآل سبيع والبعض ينسبهم لعائلة المحري بالكويت والذين ينتسبون للمحرج من شمر
العرابيد: بني هاجر
المطوي والشقيري: من بني هاجر
الحميدات : من بني خالد وسكنهم في تنبك والخور ( للعلم هناك من الحميدات دخل الحلف وهناك من لم يدخل الحلف وهم حمولة قائمة لذاتها )
البن مطر: بني تميم
المريخات من مطير
البنعيد وسكنهم في الخور
و المسند سابقًا.
وقبيلة المهندي أحد أقدم المستوطنين في قرية الخور في قطر؛ في عام 1908م كتب جون غوردون لوريمر المؤرخ البريطاني، أن الخور كان يشار إليها بأنها خور المهاندة. وكتب أيضا أن القرية تتألف من 400 منزل مبنيين من الحجر والطين، وقد استقروا أيضا بالقرب من قرية الذخيرة، وفي عام 1908م أشار لوريمر أن القرية تضم 100 منزل من قبيلة المهندي.